# 손인웅
손인웅(孫璘雄, 1942년 7월 11일- ) 은 대한민국의 목회자이며 한국교회의 지도자이다. 그는 한국기독교목회자협의회 명예회장, 한국기독교봉사단 이사장, 서울시자원봉사센터 이사장, 대한성서공회 이사장, 장신대학교 장학재단 이사장, 한국자원봉사협의회 공동대표, 결핵제로운동본부 총재, 실천신학대학원대학교 총장을 역임하였고, 현재 덕수교회 원로목사이다.

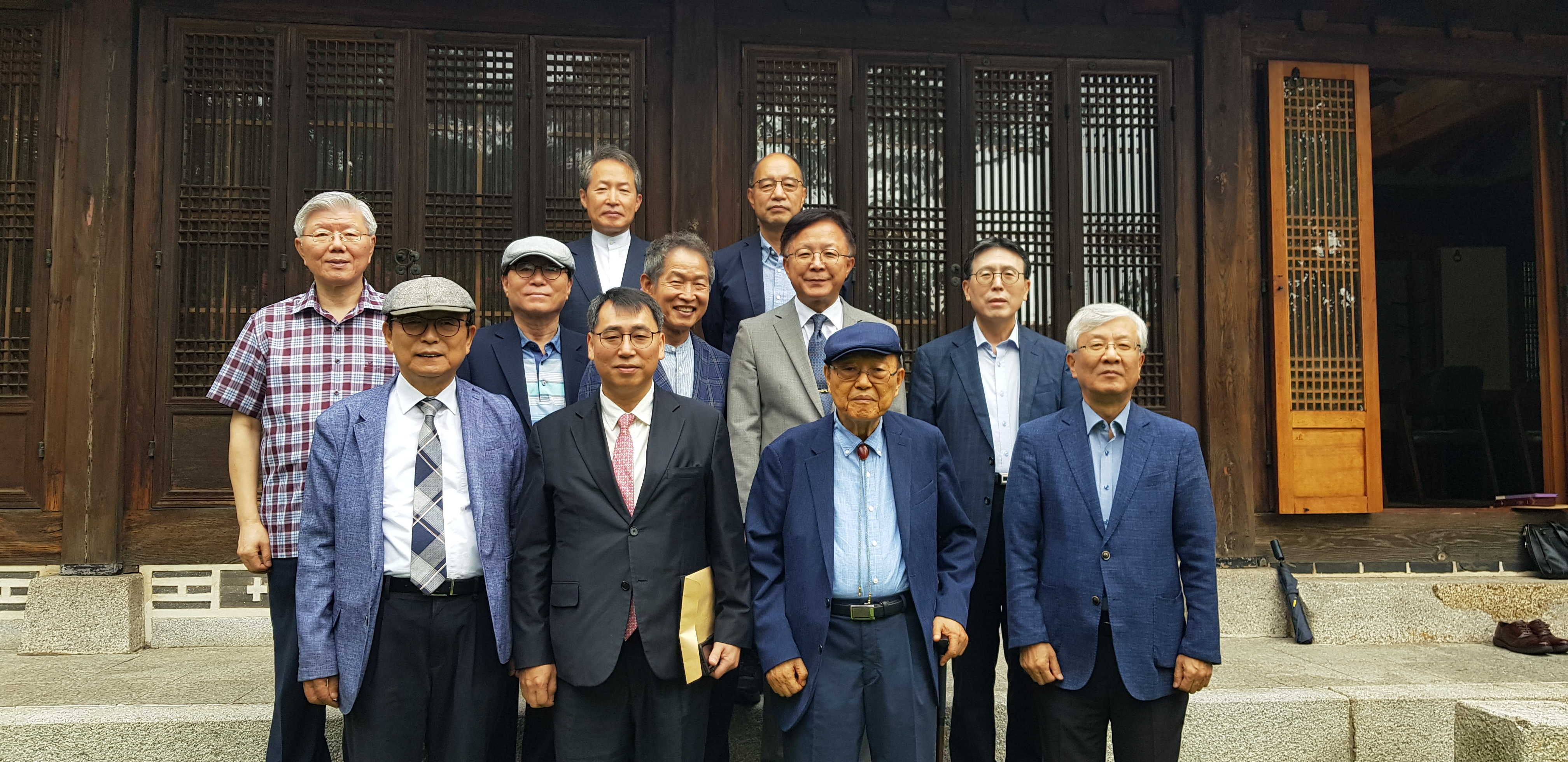
한국기독교학술원 원장인 손인웅 목사(우측 2번째), 덕수교회

## 학력
- 경북대학교 사범대학교
- 장신대학교 신학대학원 M.Div.
- 미국 멕코믹신학교 대학원 D.Min.

## 경력
- 한국기독교목회자협의회 명예회장
- 한국기독교봉사단 이사장
- 서울시자원봉사센터 이사장
- 대한성서공회 이사장
- 장신대학교 장학재단 이사장
- 한국자원봉사협의회 공동대표
- 결핵제로운동본부 총재
- 실천신학대학원대학교 총장을 역임
- 현재 덕수교회 원로목사

## 생애와 목회
그는 1941년 경북 군위의 유교 집안에서 태어났다. 어린 시절 ‘교회 종소리’에 이끌려 9남매 중 혼자 교회를 다녔다. 부친은 초등학교를 우등 졸업하는 그에게 지게를 선물했다. 가난한 형편에 진학 대신 농사를 도우라는 뜻. 그러나 소년 손인웅은 지게를 부숴버리고 고학(苦學)을 마다 않고 경북대 사범대를 졸업하고 장신대 신학대학원을 거쳐 목회자가 됐다.
덕수교회와의 인연은 신학생 시절 맺어졌다. 1946년 최거덕 목사가 설립한 덕수교회는 서울 도심의 연동·안동·묘동교회 등 ‘양반교회’의 전통이 이어지던 곳. 1964년 처음 덕수교회에 출석한 그는 교인으로 시작해 전도사, 부목사를 거쳐 1977년부터 2012년까지 2대 담임목사를 지냈고 이후 원로목사로 있다.
1990년대 후반  옥한흠 목사와 함께 교파를 초월한 한국기독교목회자협의회(한목협)를 설립해 교회 갱신·일치운동에 앞장섰고 다양한 연합기관 활동을 했다.

## 같이 보기
- 한국기독교학술원
- 한국의 목회자 목록